# Незнань
Незнань (пол. Nieznań, нім. Heidchen) — село в Польщі, у гміні Старе Чарново Грифінського повіту Західнопоморського воєводства.
У 1975-1998 роках село належало до Щецинського воєводства.